# Bastard!!
Bastard!! (japanisch バスタード!! 暗黒の破壊神, Basutādo!! ankoku no hakai shin) ist eine Manga-Serie des japanischen Zeichners Kazushi Hagiwara. Der Manga, der seit 1988 erscheint und auch als Original Video Animation umgesetzt wurde, lässt sich dem Shōnen-Genre zuordnen und umfasst bisher über 4.500 Seiten.

## Handlung
In einer zerfallenen Zukunft kämpft die Menschheit mit Dämonen und anderen grauenhaften Wesen um ihr Überleben. In dieser magischen Welt, die von vielen Rassen bevölkert ist, wird alte Wissenschaft als Hexerei verdammt, und als die Welt beginnt in den Abgrund zu stürzen, besteht nur noch eine Hoffnung: Die Wiedererweckung des verbannten Magiers Dark Schneider. Dieser mächtige Zauberer hatte einst versucht, mit Hilfe seiner vier Mitstreiter die Welt zu erobern. Als er letztendlich versiegelt werden konnte, beschlossen seine Freunde, nun unter dem Einfluss der finsteren Macht der Göttin Anthrasax, diesen Plan fortzusetzen. Darüber hinaus beschließen sie, die böse Göttin wiederzuerwecken. Mitten in dem Krieg um ihre Heimat befreit die junge Yoko Dark Schneiders Seele. So an sie gebunden, entschließt er sich unwillig, sich seinen einstigen Freunden, aber genauso selbstbewusst Engeln und Teufeln zu stellen.

## Charaktere
- Dark Schneider ist ein 400 Jahre alter Magier, der wiedererweckt wurde. Er erscheint egoistisch, lüstern, unverantwortlich und brutal und sieht sich als den ultimativen Helden. Aber er war 15 Jahre in dem Körper des Jungen Luzi eingeschlossen, und dessen Freundschaft mit Yoko wirken sich positiv auf den Charakter des Magiers aus. So beschließt er, sie zu beschützen.
- Tia Noto Yoko ist die Tochter des Oberpriesters von Metallicana und mit Luzi Renren zusammen aufgewachsen. Sie erweckt den Magier Dark Schneider und kämpft fortan für ihr Land und gegen die Anthrax.
- Luzi Renren ist ein kleiner Junge, in dessen Körper Dark Schneiders Seele hauste. Als dieser erwacht, verschwindet er, aber sein Bewusstsein kann den Magier erreichen. Es stellt sich heraus, dass der Junge der gefallene Engel Luzifer ist.
- Kal Su ist Dark Schneiders fähigster Schüler. Er wird auch High King des Eises genannt, denn er ist der zweitstärkste Magier nach Dark Schneider. Er wird aufgrund alter Schuldgefühle von der Anthrax beeinflusst und so führt er die Truppen an, die die Königreiche unterwerfen sollen. Allerdings verliert er in einem magischen Duell gegen seinen Lehrer und nimmt fortan mit diesem den Kampf gegen die Anthrax und die Engel auf.
- Ashes Ney ist ein Dunkelelf-Mischling und wurde von Dark Schneider aufgenommen. Sie wird seine Tochter und Geliebte und fühlt sich von ihm verraten, als er nach seiner Wiederkehr für Yoko kämpft. Im Kampf opfert sich der Magier für die Donnergöttin und somit beschließt Ashes, wieder auf seiner Seite zu stehen.
- Gala ist ein Ninja-Meister und ein Freund Dark Schneiders.
- Abigail ist ein Magier, der mit Kal Su die Armeen anführt. Er ist aber auch einer der 10 Weisen Europas und kennt noch die alte Wissenschaft, die die Ahnen benutzt haben.

## Manga
Viele Namen im Manga sind von bekannten Rock- und Metalbands übernommen worden oder an diese angelehnt. Die US-amerikanische Übersetzung des Animes lässt das nicht unbedingt erkennen, die deutsche Übersetzung des Mangas hat sich jedoch daran gehalten. So ist Dark Schneider nach Udo Dirkschneider benannt, die Königreiche heißen Whitesnake, Metallicana und Iron Maiden, und es gibt Zaubersprüche wie Judas Priest und Deep Purple.
Der Manga erschien in Japan erstmals 1988 im populären Manga-Magazin Shōnen Jump und hieß während der ersten Kapitel noch Wizard. Die Geschichte erschien bisher auch in 27 Bänden, die alle von 2000 bis 2013 auf Deutsch bei Carlsen Comics verlegt wurden. Seit 2004 zeichnet Hagiwara die Geschichte für das Ultra-Jump-Magazin, das sich an eine ältere Leserschaft als das Shōnen Jump richtet. Eine englische Übersetzung erscheint bei Viz Media, eine französische bei Glénat und eine spanische bei Planeta DeAgostini.

## Anime-Adaption
Der Anfang der Manga-Reihe wurde 1992 unter dem Titel Bastard!! Ankoku no Hakai-jin (バスタード!! 暗黒の破壊神) als sechsteilige Anime-OVA verfilmt, bei der Katsuhito Akiyama Regie führte. bei der Produktion von AIC war Shigemi Ikeda als künstlerischer Leiter tätig und Atsushi Okuda und Hiroyuki Kitazume entwarfen das Charakterdesign. Die Musik komponierte Kōhei Tanaka. Für die Abspanne verwendete man die Lieder I'm in Trouble von Toshinori Yonekura und Monochrome Trouble von Toshinori Yonekura.
| Rolle          | japanischer Sprecher (Seiyū) | japanischer Sprecher (Seiyū) |
| Rolle          | OVA (1992)                   | Serie (2022)                 |
| -------------- | ---------------------------- | ---------------------------- |
| Dark Schneider | Kazuki Yao                   | Kishō Taniyama               |
| Tia Noto Yoko  | Yuka Koyama                  | Tomori Kusunoki              |
| Luzi Renren    | Yuriko Fuchizaki             | Kanae Itō                    |
| Gala           | Tessho Genda                 | Hiroki Yasumoto              |
| Ashes Ney      | Rei Sakuma                   | Yōko Hikasa                  |
| Kal Su         | Toshihiko Seki               | Kensho Ono                   |

## Online-Rollenspiel
Seit 2005 wurde an einem Online-Rollenspiel zu Bastard!! gearbeitet, dessen Entwicklung jedoch 2009 eingestellt wurde.

## Erfolg
Die Sammelbände verkauften sich in Japan über 30 Millionen Mal.